# 太初宫

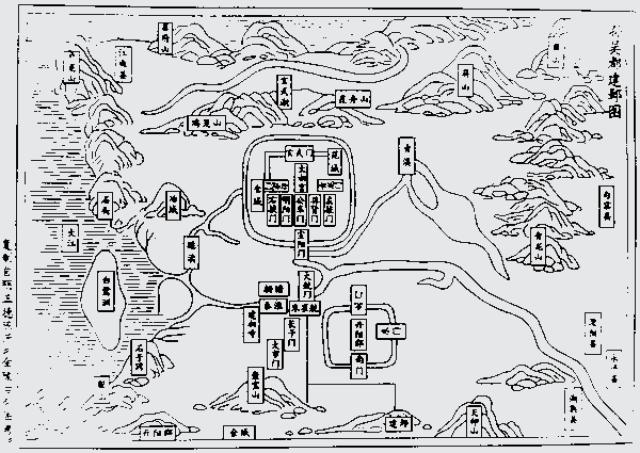
《孙吴都建业图》，可见太初宫

太初宫，位于建业城西南部，是孙吴的第一个宫殿，面积约9万平方米。位于今新街口以南、洪武路以西，深埋于地下，尚无重大考古发现。

## 历史
建安十六年（211年），孙权自京口迁至秣陵，兴建将军府寺。黄龙元年（229年），孙权移都建业，入将军府称太初宫。赤乌十年（247年），改建太初宫，将武昌宫城的木材砖瓦拆除，沿长江运至建业，次年三月建成。
西晋平吴后，建邺并未遭到严重破坏，旧时宫殿予以保留。石冰进入建邺后，修太初宫居住。永嘉元年（307年），司马睿移镇建邺时，也以太初宫作为府舍。咸和二年（327年）因苏峻之乱，建康城内的宫殿都被焚毁。

## 规模
太初宫周长三百丈，正殿为神龙殿，辟有八门。